# Барантен
Барантен (фр. Barentin) насеље је и општина у северној Француској у региону Горња Нормандија, у департману Приморска Сена која припада префектури Руан.
По подацима из 2011. године у општини је живело 12.239 становника, а густина насељености је износила 960,68 становника/km². Општина се простире на површини од 12,74 km². Налази се на средњој надморској висини од 75 метара (максималној 128 m, а минималној 30 m).

## Демографија
| 1962. | 1968. | 1975.  | 1982.  | 1990.  | 1999.  | 2011.  |
| ----- | ----- | ------ | ------ | ------ | ------ | ------ |
| 7.962 | 9.790 | 10.773 | 12.364 | 12.721 | 12.836 | 12.239 |

График промене броја становника у току последњих година